# Municipio de Beech Creek (Indiana)
El municipio de Beech Creek (en inglés: Beech Creek Township) es un municipio ubicado en el condado de Greene en el estado estadounidense de Indiana. En el año 2010 tenía una población de 2595 habitantes y una densidad poblacional de 21,13 personas por km².

## Geografía
El municipio de Beech Creek se encuentra ubicado en las coordenadas 39°7′26″N 86°45′13″O / 39.12389, -86.75361. Según la Oficina del Censo de los Estados Unidos, el municipio tiene una superficie total de 122.81 km², de la cual 122,78 km² corresponden a tierra firme y (0,03 %) 0,04 km² es agua.

## Demografía
Según el censo de 2010, había 2595 personas residiendo en el municipio de Beech Creek. La densidad de población era de 21,13 hab./km². De los 2595 habitantes, el municipio de Beech Creek estaba compuesto por el 97,76 % blancos, el 0,15 % eran afroamericanos, el 0,5 % eran amerindios, el 0,15 % eran asiáticos, el 0,12 % eran de otras razas y el 1,31 % eran de una mezcla de razas. Del total de la población el 0,04 % eran hispanos o latinos de cualquier raza.